# Асте (Ардеш)
Асте (фр. Astet) насеље је и општина у источној Француској у региону Рона-Алпи, у департману Ардеш која припада префектури Ларжантјер.
По подацима из 2011. године у општини је живело 40 становника, а густина насељености је износила 1,16 становника/km². Општина се простире на површини од 34,45 km². Налази се на средњој надморској висини од 840 метара (максималној 1.544 m, а минималној 746 m).

## Демографија
| 1962. | 1968. | 1975. | 1982. | 1990. | 1999. | 2011. |
| ----- | ----- | ----- | ----- | ----- | ----- | ----- |
| 112   | 139   | 109   | 73    | 67    | 51    | 40    |

График промене броја становника у току последњих година